# Aeroportul Sandnessjøen
Aeroportul Sandnessjøen (IATA: SSJ, ICAO: ENST) este un aeroport din Comuna Alstahaug, Nordland, Norvegia ce deservește zona Sandnessjøen. Aeroportul a fost tranzitat în 2022 de 69.455 de pasageri. A fost deschis în 1968 și numit după zona deservită.
Situat la o altitudine de 17 m, aeroportul dispune de 1 pistă. Este operat de Avinor⁠(d).

## Infrastructură

### Piste
Aeroportul dispune de o singură pistă. Pista 02/20 are suprafața de asfalt și dimensiunile 1.408 m × 30 m. 